# NGC 5609
NGC 5609 es una galaxia espiral en la constelación de Bootes.  Está situada a una distancia de 1,32 gigaaños luz y tiene una velocidad del corrimiento al rojo de z=0,100588. Es el segundo objeto más distante del Nuevo Catálogo General. Al estar situada en el hemisferio celeste norte es más fácil ser visualizada desde el hemisferio norte. Fue descubierta por Bindon Blood Stoney el 1 de marzo de 1851.